# FN F2000突擊步槍

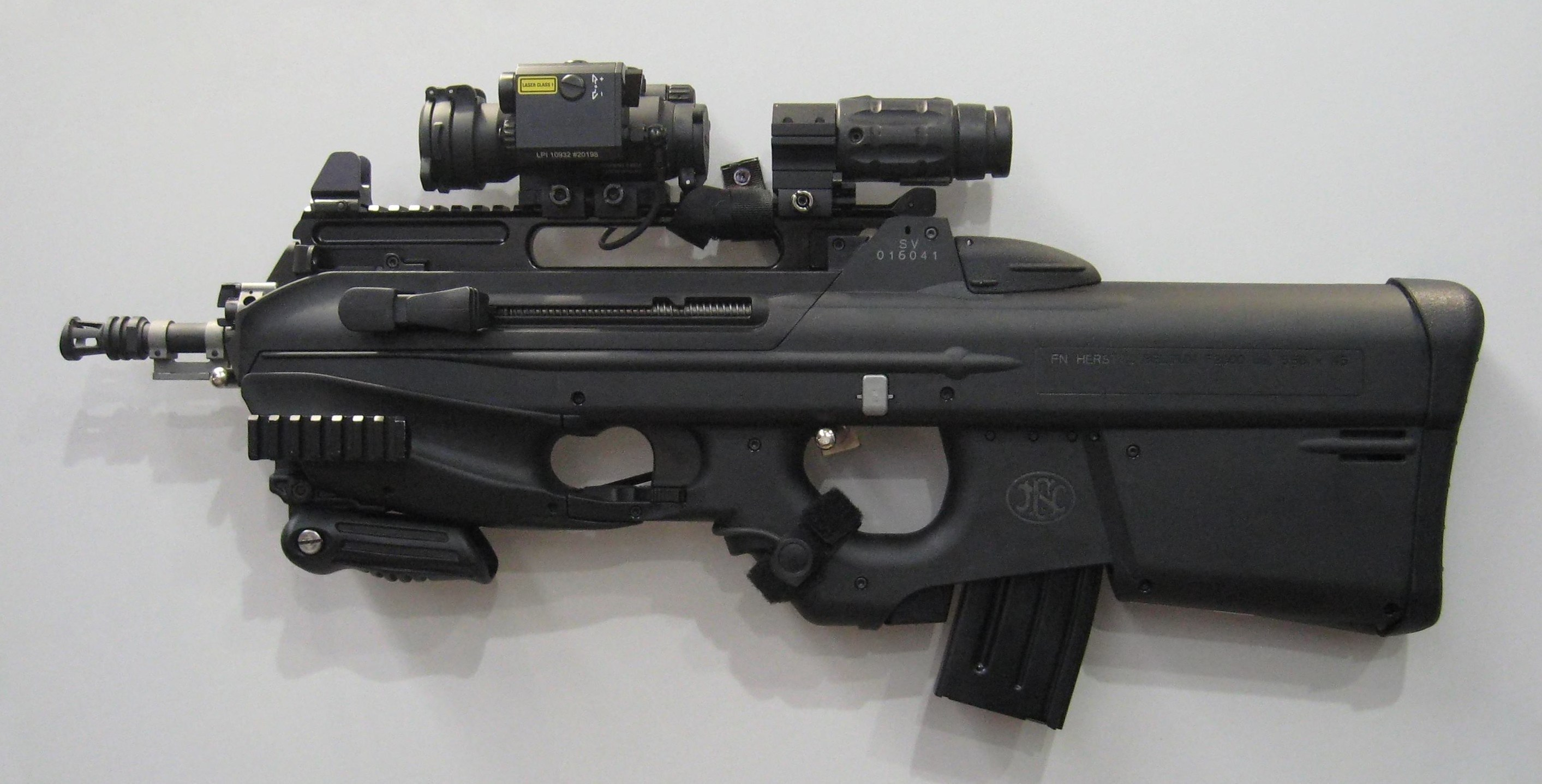
FS2000戰術型

FN F2000是由比利時公司Fabrique Nationale所製造的一種突擊步槍。2001年3月在阿拉伯联合酋长国阿布扎比举行的IDEX展览会上首次正式展示。

## 設計
FN F2000是Fabrique Nationale唯一一種犢牛式突擊步槍。
F2000採用可調節氣體流量的短行程活塞傳動系統，並發射5.56×45毫米NATO彈藥及對應STANAG彈匣。
由於採用犢牛式設計，F2000全長只有694毫米（27.3寸）但仍具有400毫米（15.7寸）槍管，並預設1.6倍光学瞄准镜，若加裝專用的榴彈發射器時亦可換裝具測距及計算彈著點的專用火控系统。
F2000全槍大量使用塑料，因此比FAMAS、斯泰爾AUG和SA80等舊款犢牛式步槍更輕。此外，F2000射擊時首發彈殼會留在彈殼槽內，直至第3—4發射擊時，首發彈殼才會排出。
F2000另一種獨特設計是採用P90的混合式發射模式選擇鈕及前置式拋殼口，由一段經機匣內部、槍管上方的彈殼槽導引至槍口上拋殼口並向右自然排出，解決了左手射擊時彈殼拋向射手面部及氣體灼傷的問題。該槍在機匣兩側均設有拉機柄，可向後鎖定在鎖槽上以方便裝填彈匣，不過F2000並沒有加入無彈後定功能。

## 型號
- F2000—標準軍用型，最早推出的版本，獲多國軍隊裝備。
- F2000 Tactical—戰術改良型，保留機匣頂部戰術導軌但取消原有的專用瞄准鏡，改為機械瞄具，加裝三小段戰術導軌及前握把。
- FS2000—最早的半自動民用型。
- FS2000 Tactical—半自動民用型，2006年推出的版本，17.4寸槍管。

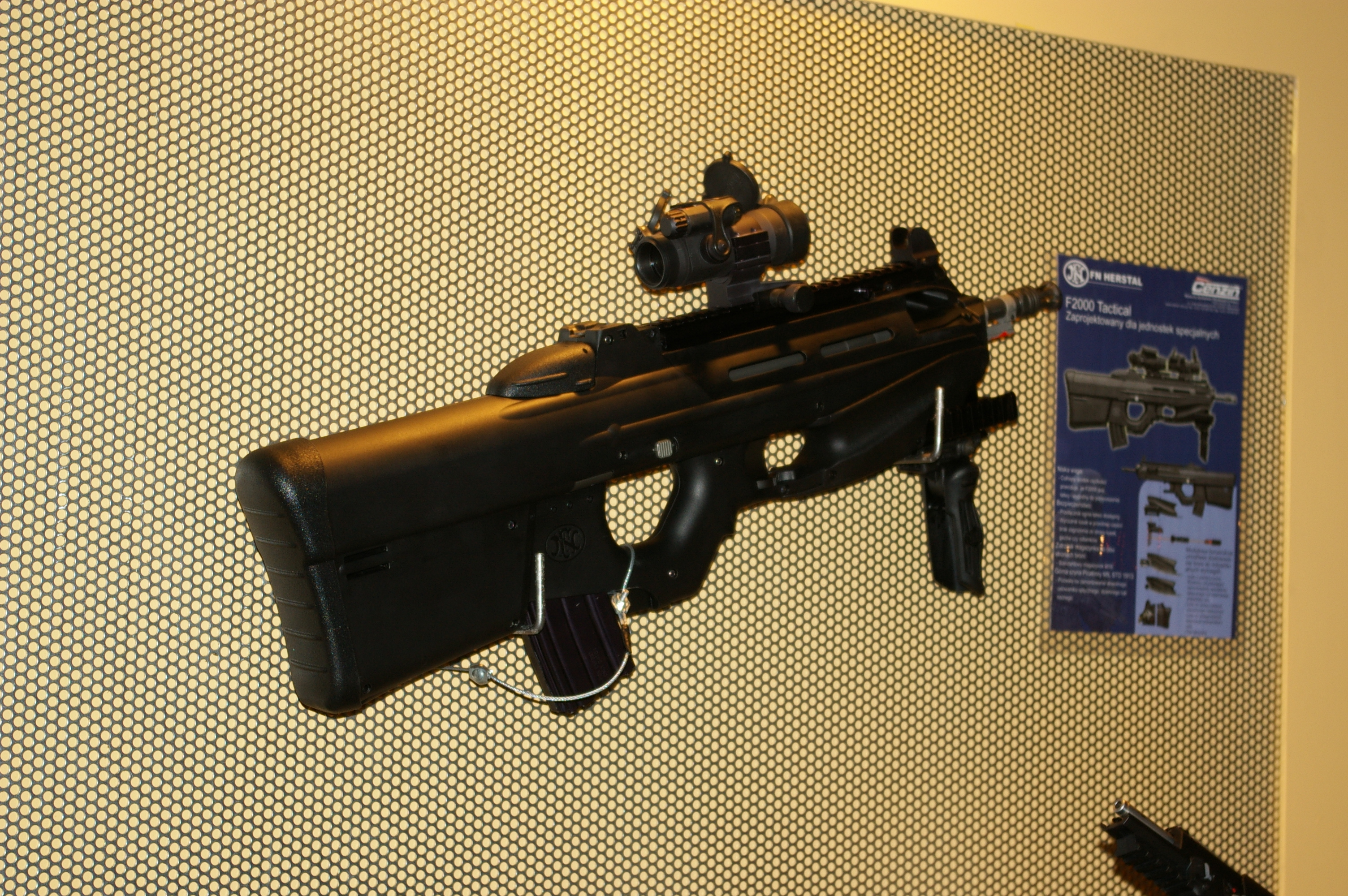
F2000 Tactical半自動民用型，MSPO 2007

## 使用國

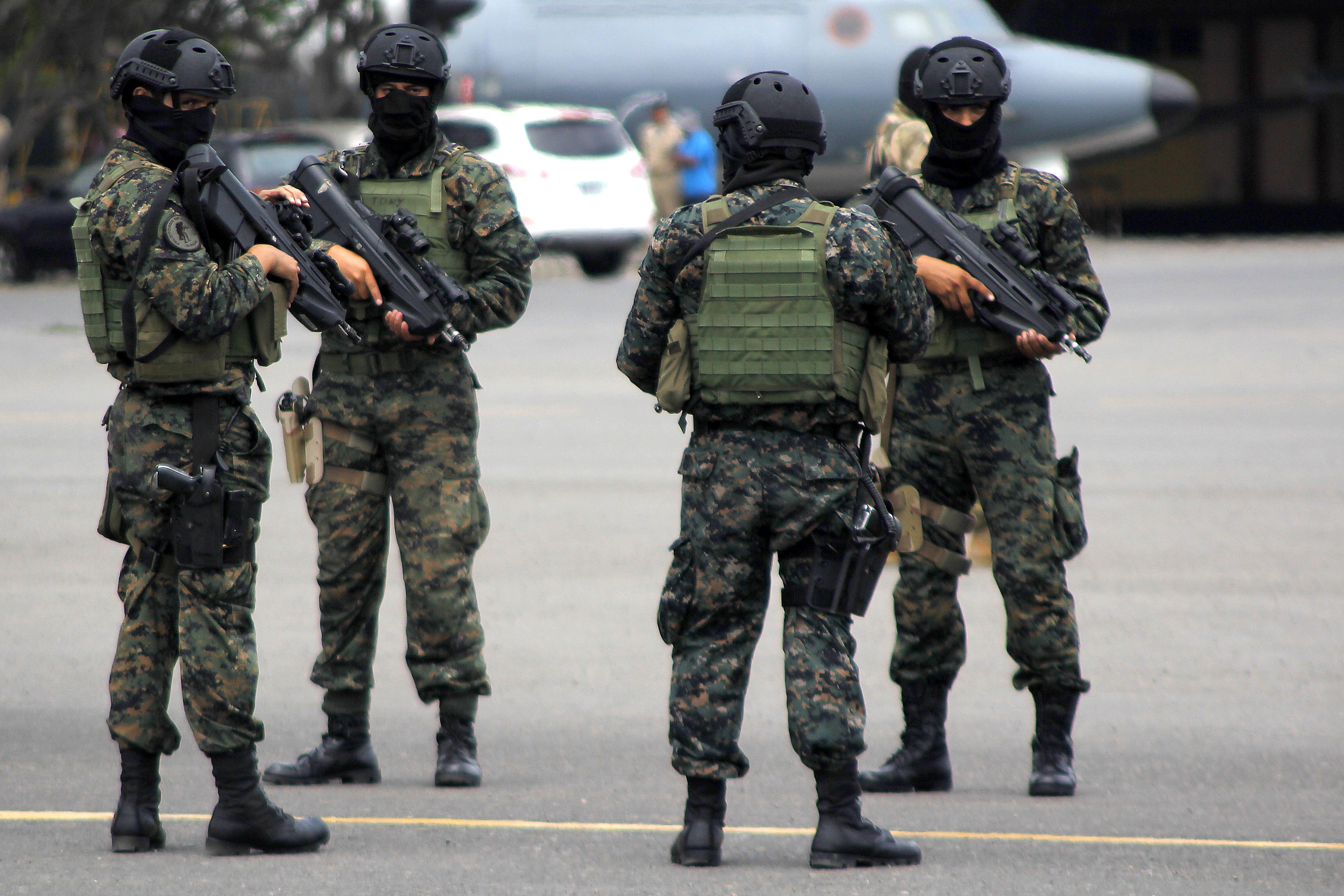
秘魯特種部隊裝備F2000戰術型

F2000目前在少數國家的軍隊和執法機構中使用，並普遍地分配到各個特別單位。
- 阿根廷
- 比利时
  - 比利時陸軍（英语：Belgian Land Component）[4][5]
    - 特種部隊群
- 智利
- 哥伦比亚
- - 特種作戰司令部（英语：Special Operations Command (Croatia)）[6]
- 东帝汶
- 印度
  - 特別保護組（英语：Special Protection Group）[7]
- 印度尼西亞
- 利比亞
  - 前利比亞民眾國武裝部隊（英语：Armed Forces of the Libyan Arab Jamahiriya）（部份被利比亞陸軍（英语：Libyan Army）和國民解放軍所繼承）
- 毛里塔尼亚
- 墨西哥
  - 墨西哥聯邦警察（英语：Mexican Federal Police）
- 奈及利亞
  - 國家安全局
- 巴基斯坦
  - 巴基斯坦空軍特勤聯隊（英语：Special Services Wing）
  - 巴基斯坦陸軍[8][9]
- 秘魯
  - 秘魯武裝部隊特種部隊單位
- 波蘭
  - 波蘭武裝部隊行動應變及機動組[10][11]
- 沙烏地阿拉伯
  - 沙特阿拉伯國民警衛隊（英语：Saudi Arabian National Guard）[12][13]
- 斯洛維尼亞
  - 斯洛文尼亞武裝部隊（英语：Slovenian Armed Forces）[14][15]（作為制式步槍使用，為F2000目前最主要的用戶）
- 西班牙
  - 西班牙國家警察（英语：National Police Corps）
- 乌克兰：2022年俄羅斯入侵烏克蘭期間獲比利時軍援。

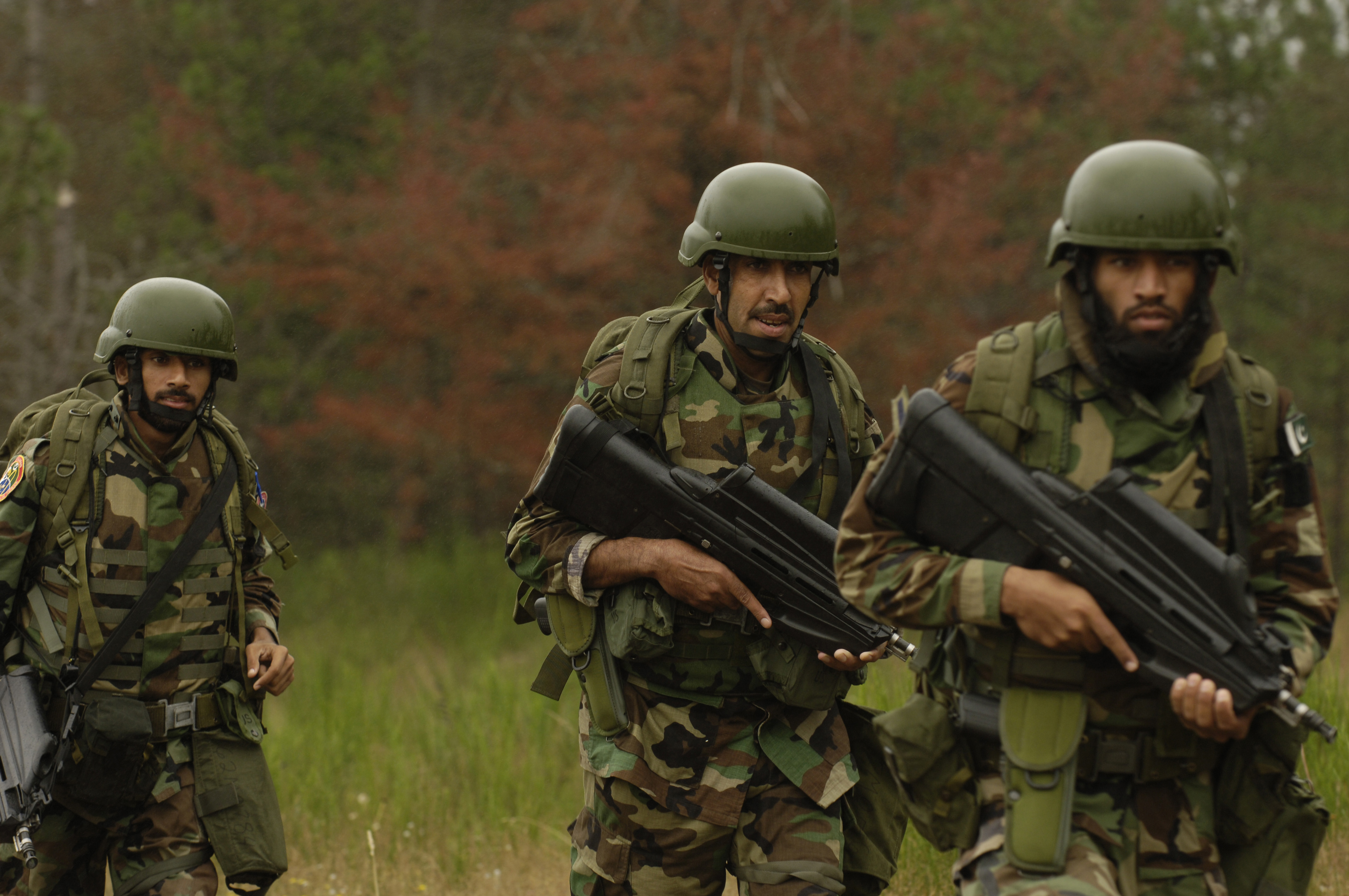
巴基斯坦空軍部隊的成員帶備F2000步枪訓練。

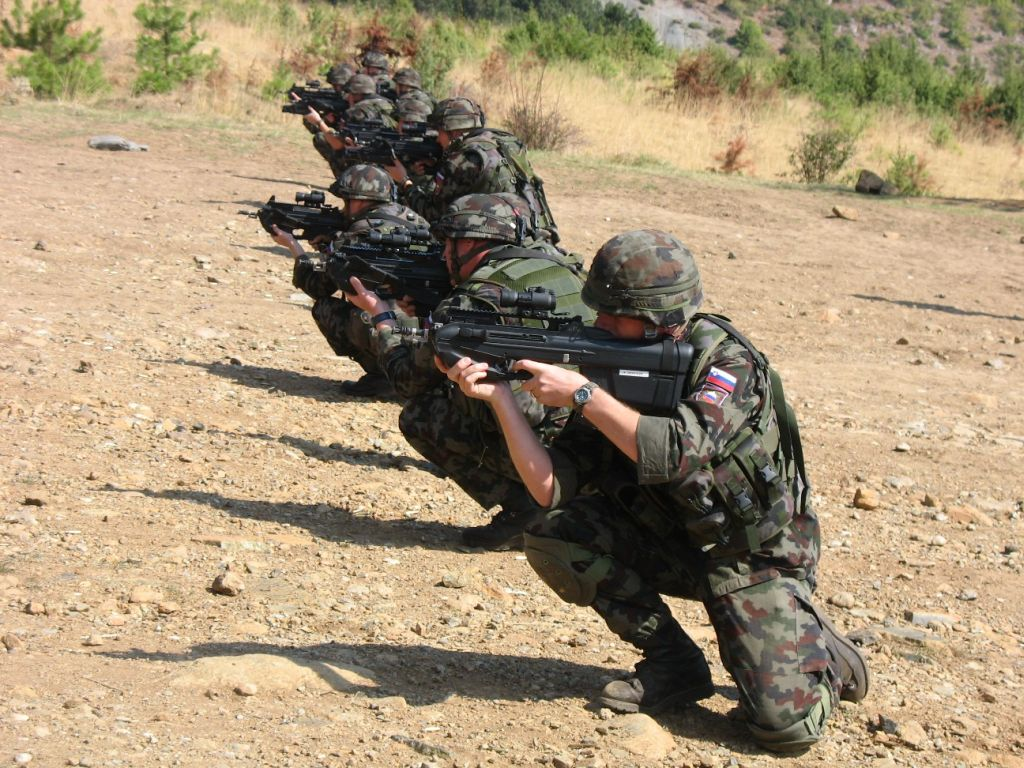
一隊斯洛文尼亚士兵和他們的F2000。

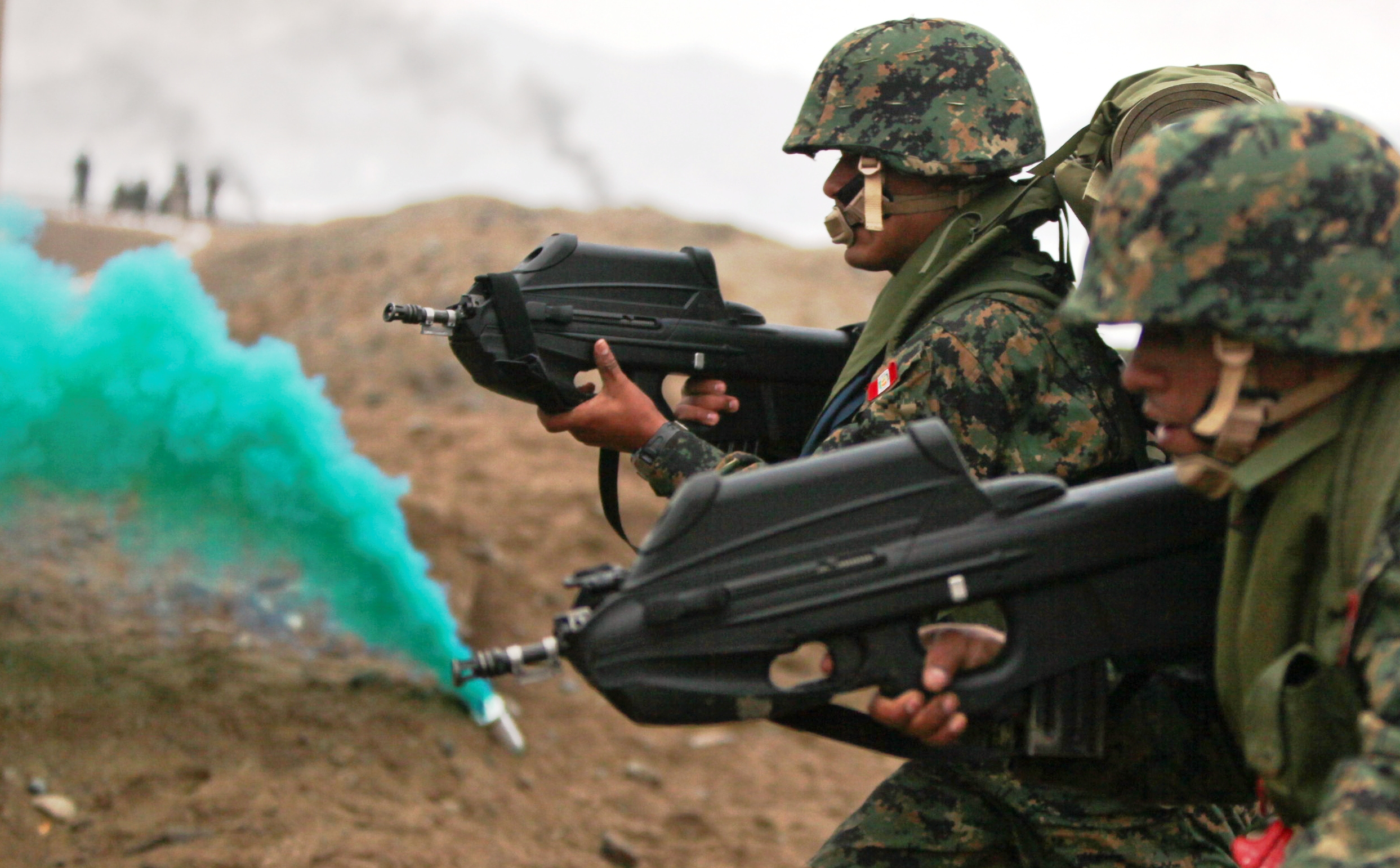
秘魯海軍陸戰隊人員使用F2000作訓練

  - 烏克蘭武裝部隊

## 流行文化

### 電影
- 2009年—：型號為F2000戰術型，裝有紅點鏡，由康瑞德·豪瑟「公爵」（查寧·塔圖飾演）、華勒斯·威姆斯「瑞普克」（馬龍·韋恩斯飾演）及其他「特種部隊」隊員所使用。
- 2009年—：型號為FS2000戰術型，由一部T-600機器人所持有。
- 2010年—《浴血任務》：型號為F2000戰術型，裝有EOTECH全息瞄準鏡、電筒和激光指示器，由巴尼·羅斯（席維斯·史特龍飾演）和「陰陽」（李連杰飾演）所使用。
- 2011年—《極速秒殺》：由亞瑟·畢夏（傑森·史塔森飾演）所使用。
- 2016年—：型號為F2000戰術型，由新納粹傭兵隊長厄爾·丹澤格（泰利·瑟匹克飾演）所使用。

### 電子遊戲
- 2005年—：型號為F2000標準型，裝有FN GL-1榴彈發射器。
- 2006年—《杀手：血钱》：归类为突击步枪，可在关卡“密西西比惨案”拾取，也在“与魔共舞”當中被目标之一携带。
- 2007年—：型號為F2000標準型，台灣／香港版中命名為“領航者”，C-Box限定級武器。
- 2007年—：型號為F2000標準型，命名為“FT 200 M”，可裝上FN GL-1榴彈發射器。
- 2008年—《戰地之王》
- 2008年—：型號為F2000戰術型。
- 2009年—及重製版：型號為F2000標準型（使用“紅點鏡”時）和戰術型，奇怪地在空倉重新裝填時玩家角色更換彈匣後會僅以拍下拉機柄完成裝填（在重製版中則修正了上膛動作，改為拉動拉機柄上膛），而且能夠裝上M203榴彈發射器。在戰役模式中由俄羅斯聯邦安全局、俄羅斯內衛部隊特種部隊和極端民族主義武裝力量所使用。聯機模式於等級60解鎖，並可使用榴彈發射器、下掛式霰彈槍、紅點鏡（外觀是標準型專用的倍率瞄準鏡，但依然設定為紅點鏡；重製版中則修正為標準型專用瞄準鏡的分劃）、全息瞄準鏡、消音器、心跳探測儀、ACOG光學瞄準鏡、夜視瞄準鏡、全金屬子彈外殼（英语：Full metal jacket bullet）及延長彈匣（增至45發）。
- 2010年—：型號為F2000戰術型。
- 2010年—《榮譽勳章》：型號為F2000標準型及戰術型（改用其他瞄準鏡後），能夠裝上FN GL-1榴彈發射器和各種戰術配件。
- 2011年—：型號為F2000戰術型，單人模式中由卡法洛夫的私人部隊和人民解放抵抗軍所使用。聯機模式中為突擊兵可用武器。需要多人模式124,000點積分才可獲得。並可使用ACOG（放大4倍）、重型槍管、前握把、戰術燈、反射式瞄準鏡、兩腳架、消音器、光學瞄準器（HOLO）、雷射瞄準器、紅外線夜視鏡（紅外線放大1倍）、步槍瞄準鏡（放大6倍）、M145機槍用光學瞄準鏡（放大3.4倍）、消焰器、PSO-1（放大4倍）、內紅點瞄準具、PKA-S（HOLO）、PKS-07（放大7倍）、PK-A（放大3.4倍）。
- 2012年—《战争前线》：型号为F2000战术型，命名为“FN F2000”，为步枪手专用武器，K点购买，并可以改装枪口配件（通用消音器、突击消音器、突击制退器、突击刺刀）、战术导轨配件（通用握把、突击握把、突击握把架、枪挂型榴弹发射器）以及瞄准镜（EoTech 553全息瞄准镜、绿点全息瞄准镜、ELCAN SpecterDS瞄准镜、红点瞄准镜、步枪高级瞄准镜、Trijicon ACOG瞄准镜）。拥有黑龙/赤龙/青龙涂装，除涂装外与原版无性能差异。
- 2013年—：遊戲中被命名為Union 5.56、型號為F2000戰術性（F2000 Tactical TR）。初期下方裝有三段式戰術導軌、STANAG彈匣，並附上MAGPULMVG輔助握把。此槍除了可以安裝遊戲預設的消音器、瞄准镜、5.56系彈匣、戰術燈、激光指示器之外，槍管可以改短、下機匣可以升級為卡其色塗裝。
- 2013年—：型號為F2000標準型及戰術型（改用其他瞄準鏡後），命名為「F2000」，載彈量30+1發，為資料片「再次進擊」新增武器，突擊兵解鎖武器。空倉重新裝填時玩家角色會以手動鎖定槍栓，更換彈匣後會以“HK拍擊”方式上膛。
- 2013年—《3》：型號為F2000戰術型，命名为“Mk 20"、“Mk 20C”和“Mk 20 EGLM”。
- 2015年—：型號為F2000標準型（選用機械瞄具）及戰術型（選用各種瞄準鏡），為資料片「劫案」新增的資料片獨有武器，載彈量30+1發，能夠由罪犯操作者所使用，價格為$51,000。配備“機械瞄具”時會使用FN原廠提供的1.6倍光学瞄准镜。可加裝各種瞄準鏡（反射、眼鏡蛇、全息瞄準鏡（放大1倍）、PKA-S（放大1倍）、Micro T1、SRS 02、Comp M4S、M145（放大3.4倍）、PO（放大3.5倍） 、ACOG（放大4倍）、PSO-1（放大4倍）、IRNV（放大1倍）、FLIR（放大2倍））、附加配件（傾斜式機械瞄具、傾斜式紅點鏡、延長彈匣、電筒、戰術燈、激光瞄準器、穿甲曳光彈）、槍口零件（制退器、補償器、重槍管、抑制器、消焰器）及握把（垂直握把、粗短握把、直角握把）。
- 2017年—《硝云弹雨》：型号为F2000战术型，作为“冲锋队”职业可用武器之姿出现，命名为“Slayer”，在冲锋队职业等级达到18级时可解锁并使用。
- 2020年—《彩虹六号：围攻》：第五年第三赛季更新“暗影遗产行动”中加入游戏，游戏中被命名为“SC 3000K”，由新干员Zero使用。
- 2021年—《決勝時刻：先鋒》：第五季實裝，型號為F2000戰術型，命名為“BP50”，奇怪地會在二戰及冷戰時代出現。
- 2023年—《暗區突圍》：型號為F2000標準型，命名為「F2000」，有特殊的50發彈匣，并可以改装枪口配件、战术导轨配件等。
- 2023年—《決勝時刻：現代戰爭III》：第二季實裝，型號為F2000戰術型，命名為“BP50”。

### 動畫
- 《魔法禁書目錄》系列：型號為F2000標準型，裝上了FN GL-1榴彈發射器並且由御坂妹妹們（聲優：佐佐木望）所使用。